# Jenny Powell
Jenny Powell (Ilford, 8 aprile 1968) è una conduttrice televisiva inglese.

## Giovinezza
I genitori di Jenny Powell sono originari del Sudafrica, discendenti dai meticci di Città del Capo.
Ha studiato a Londra, prima alla Woodford County High School, quindi all'Italia Conti Academy.

## Carriera
La Powell iniziò la sua carriera nel 1986, come presentatrice della trasmissione No Limits su BBC2, quindi passò ai programmi per bambini, dapprima co-presentando UPU2 su BBC1 nelle estati del 1988 e 1989, quindi Ghost Train su ITV e poi Gimme 5, di nuovo su ITV. È stata anche presentatrice di Top of the Pops nel 1989. A metà degli anni novanta, divenne l'hostess della versione di ITV di Wheel of Fortune.

## Vita privata
La Powell ha avuto due figlie, Constance e Pollyanna, dal suo attuale ex-marito, il miliardario Toby Baxendale.
Nel 2009 la coppia ha divorziato. Jenny Powell vive con le sue figlie nel Cheshire.